# Henrik Casimir 2. af Nassau-Diez
Henrik Casimir 2. (18. januar 1657 i Haag – 25. marts 1696 i Leeuwarden) var fyrste af Nassau-Diez samt statholder i Frisland, Groningen og Drenthe.
I 1676 gjorde stændermødet i Frisland embedet som statholder arveligt indenfor Huset Nassau-Diez. Dermed blev Henrik Casimir den første arvestatholder i Nederlandene. 
Henrik Casimir overtog sine embeder fra sin far fyrst Vilhelm Frederik af Nassau-Diez. I 1696 arvede Henrik Casimirs otteårige søn Johan Vilhelm Friso Frisland og Diez.  